# Laguna Asiruqucha
La laguna Asiruqucha (del aimara asiru = culebra, y del quechua qucha = laguna) es una laguna natural de agua dulce de Bolivia, ubicada en el municipio de  Vacas de la provincia de Arani en el departamento de Cochabamba. 
Tiene una superficie de 4,84 kilómetros cuadrados, y es la segunda laguna en dimensión en el departamento.